# ボイド時間
ボイド時間 (ボイドじかん、英: void time) とは西洋占星術に基づいたもので、西洋占星術上の惑星がアスペクト、つまり他の星と意味のある角度（0度,60度,90度,120度,180度）を最後に作ってから、その後、どの惑星ともアスペクトを作らず、次の星座に入るまでの時間のことである。
日本では、石川源晃の著作から、月が一番人間に影響を与えると考えられ、単に「ボイド時間」といったときは月のボイド時間のことを指すことが多く、
という考え方がある。
しかし、本来の意味でのボイドとは西洋占星術上のすべての惑星に起こることであり、またその意味も、西洋占星術の図表（ホロスコープ）を解釈する上での技法に他ならない。